# Gnamptogenys mordax
Gnamptogenys mordax es una especie de hormiga del género Gnamptogenys, categorizada en la tribu Ectatommini, de la subfamilia Ectatomminae. Fue descrita por Smith en 1858.

## Distribución
Se distribuye por América: Argentina, Bolivia, Brasil, Colombia, Costa Rica, Ecuador, Guayana Francesa, Guyana, Honduras, México, Panamá, Perú, Surinam y Venezuela.

## Hábitat
Habita en pastizales, bosques secundarios y troncos podridos. Se ha encontrado a elevaciones de 50 hasta 1702 m s. n. m.